# AT-cupen
AT-cupen var en ungdomsturnering i fotboll, som spelades åren 1943-1956. Turneringen arrangerades av Aftontidningen, som lades ner 1956, och fick 1957 sin efterföljare i Sankt Erikscupen.

### Fotnoter
1. ↑  ”Sankt Erikscupen”. Stockholms Fotbollförbund. Arkiverad från originalet den 3 november 2013. https://web.archive.org/web/20131103163241/http://www.stff.se/tavling-domare/st-eriks-cupen/. Läst 1 november 2013.